# Еймі Крегг
Еймі Крегг (англ. Amy Cragg, при народженні Гастінгс, Hastings) — американська легкоатлетка, що спеціалізується в бігу на довгі дистанції, зокрема марафонському бігові,  призерка чемпіонату світу.
З 2014 року одружена з легкоатлетом Алістером Креггом. 